# مهاجرت معکوس
مهاجرت به معنی ترک سرزمین، وطن و دیار پدری (اصلی) خود به سرزمین (شهر یا کشور) دیگر و اسکان و زندگی در آن به منظور دستیابی به اهداف مورد نظر خود می‌باشد. این اهداف می‌تواند اقتصادی، سیاسی یا دینی باشد. مهاجرت گاه به صورت اختیاری و گاهی نیز اجباری است.
با توجه به مفهوم مهاجرت، بازگشت مجدد مهاجرین به موطن اصلی خود برای زندگی به دلایل گوناگون، که مهم‌ترین آن توسعه زیر ساخت‌ها و امکانات زیربنایی برای فعالیت‌های اقتصادی و رشد و پیشرفت فرهنگی و سیاسی در منطقه مهاجر فرست می‌باشد، منجر به بروز پدیده بازگشت به میهن یا مهاجرت معکوس (به انگلیسی: Repatriation) می‌شود.
مهاجرت معکوس در ایران بیشتر به بازگشت مردم از شهرهای بزرگ به شهرهای کوچک یا از شهرها به مناطق روستایی مربوط می‌شود. در حالی که در سطح بین‌المللی بازگشت مهاجرین از کشور مقصد به موطن اصلی خودشان یعنی کشور مهاجر فرست، را مهاجرت معکوس می‌گویند.

## توسعه روستایی و مهاجرت معکوس در برنامه پنجم توسعه در ایران
در لایحه برنامه پنجم توسعه ایران یک ماده به توسعه روستایی اختصاص دارد که به صورت مفصل در ۱۳ بند به موضوعاتی مانند بهسازی روستاها، ارتقاء شاخص‌های توسعه روستایی و حمایت مالی کشاورزان از طریق اعطاء تسهیلات و همچنین گسترش بیمه اجتماعی روستائیان پرداخته است.
بر اساس این ماده دولت مکلف است به منظور بهبود وضعیت روستاها در زمینه سیاست‌گذاری، برنامه‌ریزی راهبردی و نظارت و هماهنگی بین دستگاه‌های اجرائی، ارتقای سطح درآمد و کیفیت زندگی روستائیان و کشاورزان و کاهش نابرابری‌های موجود بین جامعه روستایی و عشایری و جامعه شهری حمایت لازم را از اقداماتی که در این ماده ذکر شده به عمل آورد.
همچنین مقرر شده است، شاخص‌های توسعه روستایی و ارائه خدمات نوین و تهیه برنامه اولویت‌بندی خدمات روستایی با توجه به شرایط منطقه‌ای و محلی ارتقا یابد.
دولت باید از گسترش کشاورزی صنعتی و صنایع روستایی با اولویت توسعه خوشه‌ها و زنجیره‌های صنعتی، کشاورزی کوچک و متوسط که بخش اعظم نهادها و عوامل تولید آن در جغرافیای روستایی وجود دارد و همچنین صنایع دستی و خدمات گردشگری و ایجاد و توسعه بازارهای محلی با اولویت مراکز دهستانهای دارای قابلیت توسعه حمایت کند.
از جمله عواملی که می‌تواند بر مهاجرت معکوس و به تبع آن توسعه روستایی کمک نماید، بحث فناوری اطلاعات و ارتباطات خواهد بود. چراکه براساس شواهد بسیاری از مهاجرت‌های صورت گرفته از روستا یا شهرهای کوچک به کلان‌شهرها، نبود امکانات زیر ساختی و همچنین امکانات و تکنولوژی جدید می‌باشد؛ لذا پدیده فناوری اطلاعات و ارتباطات روستایی که اولین بار در کشور هند و در امور کشاورزی مورد استفاده قرار گرفت و پس از آن کشورهایی چون سنگال، آمریکا و کانادا در این زمینه تجربه‌هایی را کسب نمودند. در ایران نیز اولین بار در روستای شاهکوه در سال ۱۳۷۹ مورد استفاده و بهره‌بردار ی قرارگرفت، می‌تواند کمک شایان توجهی در بخش‌های مختلف آموزشی، زیست‌محیطی و … به روستاییان نماید که این باعث افزایش بهره‌وری نیروی کار و در نتیجه نیل به توسعه روستایی و به تبع آن توسعه کشور خواهد شد. (عزت‌الله لطفی، ۱۳۹۱)